# Есперанса
„Есперанса“ (на испански: Nunca te olvidare) е мексиканска теленовела, режисирана от Серхио Хименес, Хулиан Пастор, Адриана Бараса и Гилермо дел Боске и продуцирана от Хуан Осорио и Карлос Морено за Телевиса през 1999 г. Версията, написана от Марсия дел Рио, е базирана на романа Кристина от Каридад Браво Адамс.
В главните роли са Едит Гонсалес и Фернандо Колунга, а в отрицателните – Алма Муриел, Умберто Елисондо, Еухения Каудуро и Алехандра Прокуна.

## Сюжет
Дон Антонио Урибе живее със семейството си в град Гуанахуато. Един ден той получава съобщение от Исабел Клара Мартел, неговата любов от младините, която го вика на смъртния си одър. Исабел Клара го моли като последно желание да се грижи за дъщеря ѝ Есперанса и той обещава да бъде втори баща на момичето. Консуело, съпругата на Антонио, се възмущава от присъствието на Есперанса и се държи много зле с нея, докато синът ѝ Луис Густаво веднага е привлечен от Есперанса. Вбесена от чувствата на сина си и решена да рездели децата, Консуело изпраща Луис Густаво да учи в чужбина, а Есперанса – в училище за монахини.
От друга страна, Фермин Рекена, съсед и приятел на Антонио, е вдовец и има дъщеря Силвия, която е разглезена и егоцентрична. Силвия ревнува от привързаността на Луис Густаво към Есперанса и притиска баща си също да я изпрати да учи в чужбина, за да може да бъде близо до Луис Густаво. Луис Густаво обаче не може да забрави Есперанса и вижда в лицето на Силвия само приятелка.
Десет години по-късно Есперанса, вече красива млада жена, се завръща, за да се грижи за смъртно болния дон Антонио. Той също така се среща с братята Морайма, които сега притежават цялата земя на дон Антонио, спечелена от съдебен спор, който Фермин губи. Единият от братята, Хуан Морайма, се влюбва в Есперанса.
Преди да умре, дон Антонио дава на Фермин писмо за сина си, в което му дава благословията си, ако реши да се ожени за Есперанса. Луис Густаво се връща у дома за погребението и когато вижда Есперанса, той се влюбва лудо в нея. Но красотата на Есперанса събужда и любовта в сърцето на Фермин. Решен да я притежава, той скрива писмото и измисля зловещ план с помощта на Консуело да раздели завинаги двойката.
Консуело кара Луис Густаво да повярва, че Есперанса е незаконна дъщеря на баща му и следователно негова полусестра. Ужасен, Луис Густаво решава да се сгоди за Силвия и веднага напуска страната, изоставяйки жената, която обича, без да има смелостта да разкрие истината за изоставянето си. Есперанса е разочарована, вярвайки, че Луис Густаво е спрял да я обича, докато той мълчаливо страда за тази любов.

## Актьори
- Едит Гонсалес – Есперанса Гамбоа Мартел де Урибе / Исабел Клара Мартел вдовица де Гамбоа
- Фернандо Колунга – Луис Густаво Урибе дел Вайе
- Алма Муриел – Консуело дел Вайе вдовица де Урибе
- Еухения Каудуро – Силвия Рекена Ортис
- Умберто Елисондо – Фермин Рекена
- Делия Касанова – Доня Кармен
- Летисия Пердигон – Гуделия
- Евита Муньос "Чачита" – Бенита
- Марисол Сантакрус – Летисия Окампо
- Серхио Каталан – Хуан Морайма
- Пабло Монтеро – Алваро Кордеро
- Нюрка Маркос – Алкатрас Кордеро
- Луис Химено – Д-р Алберто Риверо
- Мигел де Леон – Д-р Леонел Валдерама
- Хосефина Ечанове – Сестра Маргарита
- Сули Кет – Ирене Поланко вдовица де Окампо
- Хуан Карлос Бонет – Едуардо Морайма
- Октавио Галиндо – Д-р Карлос Барсенас
- Ампаро Гаридо – Майка игуменка
- Хайме Лосано – Ихинио Санчес
- Джони Лабориел – Джони
- Тони Флорес
- Карлос Роцингер – Аркадио
- Тоньо Инфанте – Браулио
- Едгар Понсе – Адриан Окампо
- Лиляна Ариага – Чупитос
- Барбара Фере – Бланка
- Роберто Микел – Роберт
- Хулиан Пастор – Дон Антонио Урибе
- Макария – Беренис Кордеро
- Алехандра Прокуна – Мара Монталбан
- Густаво Негрете – Хусто Окампо
- Адалберто Пара
- Силвия Каос – Серафина Перес
- Беатрис Агире – Алфонса Валдерама
- Ерик дел Кастийо – Мендес
- Ивон Монтеро – Паола Кампос
- Маричело Пуенте – Пресилда
- Клаудио Баес – Комендант Патиньо
- Серхио Хименес – Комендант Суарес
- Илиана де ла Гарса – Петра
- Едуардо де ла Пеня – Филогонио
- Естебан Франко – Хосе Мануел Диас
- Рамон Менендес – Д-р Сетина
- Таня Прадо – Сандра
- Серхио Санчес – Анселмо
- Хулио Алеман – Съдия
- Уенди Гонсалес – Есперанса Гамбоа Мартел (дете)
- Даниел Хабиф – Луис Густаво Урибе дел Вайе (дете)
- Дулсе Мария – Силвия Рекена Ортис (дете)
- Диего Сиерес – Адриан Окампо (дете)
- Габи Гарса – Летисия Окампо (дете)

## Награди и номинации
- Награди TVyNovelas (2000)

| Категория                            | Номиниран(а)      | Резултат   |
| ------------------------------------ | ----------------- | ---------- |
| Най-добра актриса в отрицателна роля | Алма Муриел       | Номинирана |
| Най-добър актьор в отрицателна роля  | Умберто Елисондо  | Номиниран  |
| Най-добра актриса в поддържаща роля  | Марисол Сантакрус | Номинирана |
| Най-добър актьор в поддържаща роля   | Серхио Каталан    | Номиниран  |

## Версии
- През 1970 г. е създадена първата телевизионна версия, наречена Yo sé que nunca, базирана на романа Кристина на мексиканската писателка и сценаристка Каридад Браво Адамс, продуцирана за Телевиса от Ернесто Алонсо и режисирана от Раул Араиса, с участието на Хулиса и Енрике Алварес Феликс.
- Бразилският канал SBT реализира през 2003 г. версията Jamais te esquecerei, с участието на Ана Паула Табалипа и Фабио Асеведо.

## В България
В България теленовелата е излъчена през 2002-2003 г. по телевизионния канал 7 дни, с дублаж на български език.